# مارغريت ميتشيل
مارغريت ميتشيل (بالإنجليزية: Margaret Mitchell)‏ (و. 1832 – 1918 م) هي ممثلة، وممثلة مسرحية، من الولايات المتحدة الأمريكية، ولدت في مدينة نيويورك، توفيت في مدينة نيويورك، عن عمر يناهز 86 عاماً.

## روابط خارجية
- مارغريت ميتشيل على موقع الموسوعة البريطانية (الإنجليزية)
- مارغريت ميتشيل على موقع قاعدة بيانات برودواي على الإنترنت (الإنجليزية)
- مارغريت ميتشيل على موقع قاعدة بيانات برودواي على الإنترنت (الإنجليزية)